# Inégalité de Maclaurin
Pour les articles homonymes, voir Maclaurin.
En mathématiques, les inégalités de Maclaurin forment une généralisation de l'inégalité arithmético-géométrique.
Elles sont parfois dénommées aussi "inégalités de Newton", dont elles sont une conséquence.

## Énoncé
Soient a1, a2, … , an des nombres réels strictement positifs et, pour k = 1, 2, … , n, les moyennes Sk définies par
Le numérateur de ce quotient est la fonction symétrique élémentaire de degré {\displaystyle k} en les {\displaystyle n} variables a1, a2, … , an, c'est-à-dire la somme de tous les produits de {\displaystyle k} d'entre ces nombres. Le coefficient binomial au dénominateur est donc le nombre de termes du numérateur.
Alors,
et ces inégalités sont strictes, sauf si tous les ai sont égaux.

## Exemples
L'inégalité {\displaystyle S_{1}\geqslant {\sqrt[{n}]{S_{n}}}} est l'inégalité usuelle entre la moyenne arithmétique et la moyenne géométrique des {\displaystyle n} nombres.
Pour {\displaystyle n=4}, les inégalités intermédiaires sont (pour tous réels a, b, c, d > 0)
{\displaystyle {\frac {a+b+c+d}{4}}\geqslant {\sqrt {\frac {ab+ac+ad+bc+bd+cd}{6}}}\geqslant {\sqrt[{3}]{\frac {abc+abd+acd+bcd}{4}}}\geqslant {\sqrt[{4}]{abcd}}.}

## Démonstration
Les inégalités de Maclaurin peuvent se déduire des inégalités de Newton, qui sont (en posant S0 = 1)
En effet,
{\displaystyle S_{1}^{2}S_{2}^{4}S_{3}^{6}\ldots S_{k}^{2k}\geqslant (S_{0}S_{2})(S_{1}S_{3})^{2}(S_{2}S_{4})^{3}\ldots (S_{k-1}S_{k+1})^{k}}
se simplifie en
{\displaystyle S_{k}^{k+1}\geqslant S_{k+1}^{k},}
qui équivaut à
{\displaystyle S_{k}^{1/k}\geqslant S_{k+1}^{1/(k+1)}.}
Le cas d'égalité pour Newton fournit celui pour Maclaurin.